# Olchváry Ödön
Olchváry Ödön (Alsóolcsvár, 1851. november 19. - Kassa, 1913. szeptember 15.) hadtörténész, honvédőrnagy, katonai akadémiai tanár.

## Élete
Középiskolai tanulmányait Kassán végezte. 1871-ben a honvédséghez sorozták be mint közhonvéd és ott a kerületi tisztképző iskola elvégzése után 1872-ben hadapród lett. Miután a Ludovika akadémia tisztképző tanfolyamát 1872–1873-ban hallgatta, 1873-ban tiszthelyettessé és ugyanezen évben hadnaggyá nevezték ki. 1880-tól főhadnagy lett és három évig zászlóalj segédtiszt volt. 1885-ben a brucki lövésziskolát, 1886–1887-ben a felsőbb tiszti tanfolyamot végezte el és ezután 1887–1889 között a Ludovika akadémián volt tanár. 1890–1891-ben végezte a törzstiszti tanfolyamot, 1892 tavaszán az 5. honvéd gyalogezred 3. zászlóaljának parancsnokságával bízták meg. 1896. májusától őrnagy. 1899. április 1-től a szabadkai 6. honvédezred kiegészítő parancsnoka lett.

## Művei
- 1878 Szapolyai János és I. Ferdinánd ellenkirályok. Hadtörténelmi tanulmány. Ludovika Akadémia Közlönye.
- 1880 A tollba mondott rajzolás és a látrajzok gyakorlásáról, rajzmelléklettel. Ludovika Akadémia Közlönye.
- 1881 Az újonczsorvány kioktatásáról. Ludovika Akadémia Közlönye.
- 1882 Néhány szó a rajvezető kiképzéséről, A tiszti foglalkozásokról. Ludovika Akadémia Közlönye.
- 1883 Altisztképző iskoláink, Gyakorlataink módszere. Ludovika Akadémia Közlönye.
- 1885–1887 Hunyady János hadjáratai. Ludovika Akadémia Közlönye.
- 1886 Lőgyakorlatok és lőkisérletek a cs. és kir. hadseregi lövésziskolának 1885. tanfolyamából. Ludovika Akadémia Közlönye.
- 1888 A magyar államterület déli és Balkán-félsziget északi hadszínhelyeinek hadi méltatása és levelezés.
- 1890 Bethlen Gábor első hadjárata. Hadtörténelmi Közlemények 1890.
- 1902 A muhi csata. Századok 1902.
- 1902/2012 A magyar függetlenségi harc 1848–1849-ben a Délvidéken. Szabadka.
- 2009 A magyar függetlenségi harc 1848–1849-ben a Délvidéken. Zenta.